# Дрекшеней
Дрекшеней (рум. Drăcșenei) — село у повіті Телеорман в Румунії. Входить до складу комуни Дрекшеней.
Село розташоване на відстані 91 км на захід від Бухареста, 39 км на північний захід від Александрії, 93 км на схід від Крайови.

## Населення
За даними перепису населення 2002 року у селі проживали 968 осіб, усі — румуни. Усі жителі села рідною мовою назвали румунську.